# André Lemaire
André Lemaire (ur. 1942 w Neuville-aux-Bois) – francuski orientalista, specjalista w zakresie inskrypcji zachodniosemickich.
Ukończył l'Institut Catholique w Paryżu. Doktorat uzyskał w 1973 roku. Obecnie wykładowca na École pratique des hautes études w Paryżu.

## Wybrane publikacje
- Histoire du peuple hébreu (tłum. pol. Dzieje biblijnego Izraela)
- Monde de la Bible (tłum. pol. Świat Biblii) (red.)